# Гудмундур Бёдварссон
Гудмундур Бёдварссон (исл. Guðmundur Böðvarsson; 1 сентября 1904, Киркьюбоул в Хвитаурсиде, Исландия — 13 апреля 1974, Рейкьявик) — исландский поэт, прозаик, публицист и переводчик.

## Биография
Сын фермера. Писать начал в 1930-е гг. Привлёк внимание своим первым сборником стихов «Kyssti mig sól» в 1936 году. Всего опубликовал десять оригинальных сборников стихов, три сборника рассказов, роман, кроме того, занимался переводом «Божественной комедии» Данте Алигьери. Написал большое количество статей, поскольку принимал активное участие в политической борьбе, особенно против американского присутствия в Исландии.
В сборниках «Солнце поцеловало меня» (1936), «Вечерние эльфы» (1941) выступает как певец природы. Многие стихи сборников «Белые корабли» (1939) и «Под полуночными небесами» (1944) навеяны гражданской войной в Испании, второй мировой войной.
Автор книг «Мой бог и твой» (1960), «Крупинка соли в земле» (1962), «Следы в буре» (1965).

## Избранные произведения
Сборники стихов
- Kyssti mig sól (1936)
- Hin hvítu skip (1939)
- Álfar kvöldsins (1941)
- Undir óttunnar himni (1944)
- Kristallinn í hylnum (1952)
- Kvæðasafn (1956)
- Minn guð og þinn (1960)
- Saltkorn í mold I/II (1962/1965)
- Landsvísur (1963)
- Hríðarspor (1965, Sturmspur)
- Innan hringsins (1969, Im Kreis)
- Þjóðhátíðaljóð (1974)
- Dante Alighieri: tólf kviður úr Gleðileiknum guðdómlega.

## Источник
- Гудмундур Бёдварссон — статья из Большой советской энциклопедии.